# Raymond L. S. Patriarca
Raymond Loreda Salvatore Patriarca ( /ˌpætriˈɑːrkə/; 17 de marzo de 1908 – 11 de julio de 1984) fue un mafioso estadounidense de Providence, Rhode Island, quien llegó a ser el jefe de mucho tiempo de la familia criminal Patriarca, cuyo control se extendía por Nueva Inglaterra por más de tres décadas. Patriarca murió el 11 de julio de 1984.

## Primeros años

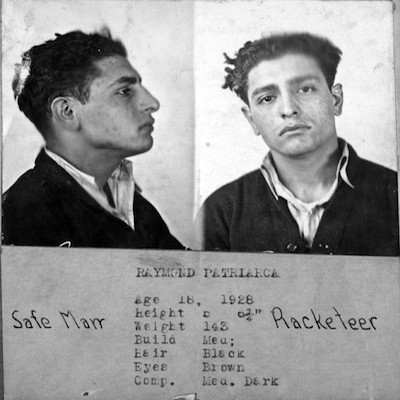
Foto de la policía de Providence de Raymond Patriarca

Patriarca nació el 17 de marzo de 1908 en Worcester, Massachusetts, hijo de Eleuterio Patriarca, un inmigrante italiano del pueblo de Arce, y Mary Jane DeNubile, una ítalo-estadounidense. A la edad de cuatro años, Patriarca se mudó con su familia a Providence, Rhode Island, y dejó la escuela cuando tenía ocho para lustrar zapatos y trabajar como un botones.
Durante su adolescencia, Patriarca fue acusado de secuestro, robo armado, asalto, apertura de cajas fuertes y robo de automóviles. Fue acusado como cómplice de un asesinato antes del fin de la prohibición en 1933. Durante los años 1930, la Junta de Seguridad Pública de Providence lo nombró el "enemigo público No. 1". Fue sentenciado a cinco años de prisión por robo, pero fue liberado bajo palabra en 1938 luego de pasar cuatro meses en la cárcel.
Una investigación reveló que el consejero executivo Daniel H. Coakley, un asociado cercano del gobernador Charles F. Hurley, había preparado una petición de libertad bajo palabra basada en las apelaciones del "Padre Fagin", a quien Coakley había fabricado. Coakley fue juzgado políticamente y destituido de la oficina del gobernador. Este escándalo reforzó la reputación de Patriarca en el bajo mundo ya que demostraba el poder sus conexiones políticas. 
En 1939, Patriarca se casó con Helen G. Mandella y tuvo un hijo, Raymond Patriarca Jr.

## Llegada al poder
Durante los años 1940, Patriarca continuó aumentando su poder. En 1950, el mafioso Philip Buccola huyó del país para evitar que lo investigaran por evasión de impuestos y Patriarca tomó control de sus operaciones criminales. En 1956, Patriarca hizo cambios drásticos en la familia. el principal fue mover su base de operaciones a Providence, Rhode Island. Manejaba su familia criminal desde la National Cigarette Service Company y Coin-O-Matic Distributors, un negocio de máquinas expendedoras y pinball en Atwells Avenue en el barrio Federal Hill de Providence. Cada juego de naipes, red de prostitución y negocios ilegales en Providence tenían que pagar un cupo a Patriarca.
Se rumorea que su reinado como líder del grupo criminal de Nueva Inglaterra era brutal y despiadado. En un incidente, supuestamente ordenó a un mafioso anciano que matara a su propio hijo luego de que Patriarca perdiera dinero en un mal negocio. El padre rogó por la vida de su hijo y Patriarca lo expulsó de la familia. El subjefe de Patriarca Henry Tameleo también lo persuadió a ceder. En otro incidente, Patriarca demándó que varios miembros de la familia le pagaran $22,000 luego de que las autoridades federales capturaran un cargamento de cigarrillos cuyo secuestro había financiado. Supuestamente ordenó el asesinato de su hermano por no darse cuenta de la existencia de un micrófono puesto en su oficina por agentes federales. Asimismo también habría ordenado el asesinato de varios miembros de la pandilla McLaughlin durante las guerras de la mafia irlandesa entre la Charlestown Mob y la Winter Hill Gang. Esto ocurrió cuando Bernie McLaughlin empezó a interferir con las operaciones de usura de Patriarca en Boston.

## Apresamiento
En marzo de 1970, Patriarca y varios de sus asociados fueron juzgados por asesinato y conspiración para cometer asesinato. El principal testigo era el ladrón y sicario John "Red" Kelley, quien luego fue introducido al programa de protección de testigos. Kelley dio testimonio que vinculaba a Patriarca y otros miembros de la familia con el asesinato de Rudolph "Rudy" Marfeo y Anthony Melei. Kelley había sido contratado por Patriarca para matar a Marfeo.
Patriarca y sus asociados fueron declarados culpables de conspiración para cometer asesinato. Su asociado Maurice Lerner también fue declarado culpable de asesinato. El jefe mafioso fue sentenciado a 10 años de prisión, pero continuó dirigiendo su familia desde la cárcel. Lerner y los otros acusados fueron exonerados cuando se estableció que Kelley había cometido perjuicio en el juicia al igual que el agente del FBI H. Paul Rico, quien había corroborado el testimonio de Kelley.

## Muerte
Patriarca sufrió del corazón y de diabetes por muchos años. Murió de un ataque al corazón el 11 de julio de 1984, a la edad de 76 años. He is buried in Gate of Heaven Cemetery, East Providence, Rhode Island.